# Enrique Demarco
Enrique Demarco Bidegain (* 12. Oktober 1923 in Durazno (Uruguay); † 13. Mai 1994 in Montevideo) war ein uruguayischer Radrennfahrer.

## Sportliche Laufbahn
Demarco war Straßenradsportler und Teilnehmer der Olympischen Sommerspiele 1948 in London. 
Im olympischen Straßenrennen schied er beim Sieg von José Beyaert aus. Die uruguayische Mannschaft kam mit Enrique Demarco, Luis López, Mario Figueredo und Waldemar Bernatzky in der Mannschaftswertung nicht in die Wertung.